# Hemelboom
De hemelboom (Ailanthus altissima) is een snelgroeiende zachthouten boom uit de hemelboomfamilie (Simaroubaceae). De stam is meestal zeer recht en kan een hoogte bereiken van ongeveer 25 meter.

## Beschrijving

### Kroon
De kroon is een hoge, losse, onregelmatige koepel met stevige, bochtige, opwaarts groeiende takken aan een rechte stam. De boomschors is glad, grijsbruin tot zwart en heeft witte verticale strepen. Bij het ouder worden, krijgt de schors een meer donkergrijze kleur en wordt deze ruwer.

### Twijgen en bladeren
De boom heeft stevige twijgen met een oranjebruine kleur. Daaraan zitten kleine, eivormige knoppen. Met het volwassen worden, veranderen de knoppen van roodbruin tot scharlakenrood. De hemelboom heeft samengestelde bladeren van 30–60 cm lang. Er zijn vijf tot tweeëntwintig paar deelblaadjes. Elk deelblaadje is smal, eirond en toegespitst. De lengte is 7–15 cm en er zijn een tot drie grote tandringen aan de voet van het blad. Daar zitten ook 2 tot 4 grote klieren die een geur verspreiden. Mannelijke bomen worden weinig aangeplant omdat bij deze, in tegenstelling tot bij de vrouwelijke, de geur onaangenaam is. De bladsteel is rood en heeft een lengte van 7–15 cm. Als de bladeren verschijnen, zijn ze dieprood van kleur; later worden ze groen van boven en bleek aan de onderzijde.

### Bloemen
De boom heeft kleine, groenachtige bloemen die in grote pluimen hangen. Mannelijke en vrouwelijke bloemen bevinden zich vaak op verschillende bomen.

### Vruchten
De vruchten van de hemelboom bestaan uit gedraaide vleugels met een zaad in het centrum. De vruchten zijn circa 4 cm lang. De vleugels hangen in een grote tros van 30 × 30 cm en rijpen van geelgroen tot helder oranjerood.

## Verspreidingsgebied
De hemelboom komt van oorsprong uit noordelijk en centraal China, Taiwan en het Koreaans Schiereiland. De soort werd veel aangeplant in parken en tuinen en langs straten voor schaduw en om de sierwaarde. Als exoot kwam de hemelboom aanvankelijk vooral voor in Zuid- en Midden-Europa. De soort is in Nederland sinds 1975 flink in opmars door verwildering. Het is daar een zogenaamde wachtkamersoort. In Vlaanderen is ze vrij zeldzaam aanwezig in stedelijke gebieden en in de duinen.

## Invasieve uitheemse soort
De hemelboom wordt in de Europese Unie beschouwd als een invasieve uitheemse plantensoort wegens grote concurrentie met inheemse soorten, snelle groei en verspreiding en omdat deze soort allelopatische stoffen afscheidt die het gedrag, gezondheid, groei en fysiologie van andere planten en van insecten kunnen beïnvloeden. Daarnaast kan deze soort straatverharding opdrukken en beschadigen.
Sinds 2019 staat de hemelboom op de Unielijst voor invasieve uitheemse soorten. Handel erin is verboden en men dient te voorkomen dat al aanwezige bomen zich vermeerderen.

## Taxonomie
Ailanthus vilmoriana (of A. vilmoriniana) wordt soms beschouwd als synoniem, soms als aparte soort. Bijv.: 
- B.K. Boom onderscheidt twee aparte soorten, waarbij A. vilmoriana (eenmaal gespeld als "A. vilmoriniana") behaarde, soms fijn gestekelde twijgen heeft (soms ook fijn gestekelde bladspillen), en grotere bladen met wat minder, maar wel wat grotere blaadjes en de bladeren aan de bovenzijde aanvankelijk behaard en aan de onderzijde lichtbehaard zijn; de vrucht is iets langer.[4]
- Ook Mitchell noemt Ailanthus vilmoriana ("Downy Tree of Heaven" = dons(acht)ige hemelboom") als een aparte soort.[5]
- Goudzwaard verwijst voor A. vilmoriniana naar A. altissima. Hij zegt dat A. vilmoriniana een synoniem is, die beschreven is als een stekelig behaarde soort of variëteit. Maar, zegt hij, "dit kenmerk komt ook voor bij sommige A. altissima."[6]
- Volgens The Plant List is A. vilmoriniana een synoniem voor A. altissima.[7]
- Trees and Shrubs Online (de website van de International Dendrology Society) heeft een aparte pagina voor A. vilmoriniana.[8]

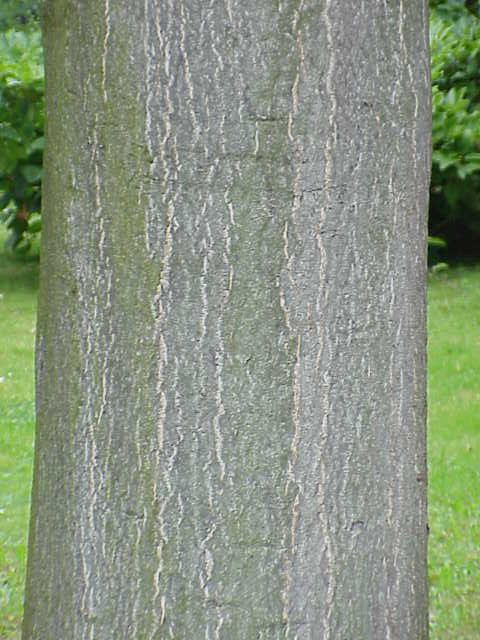
Stam
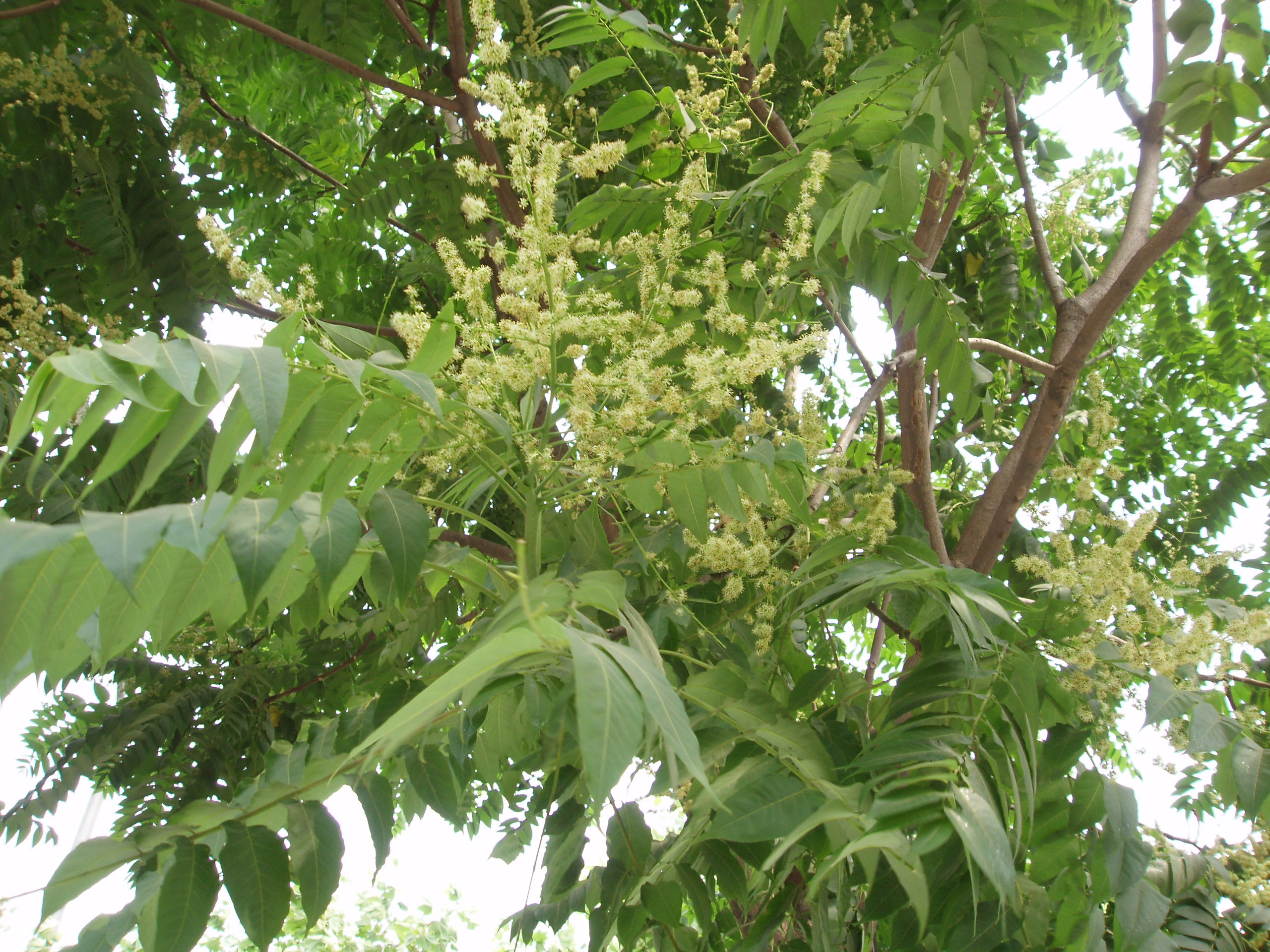
Bloeiwijze
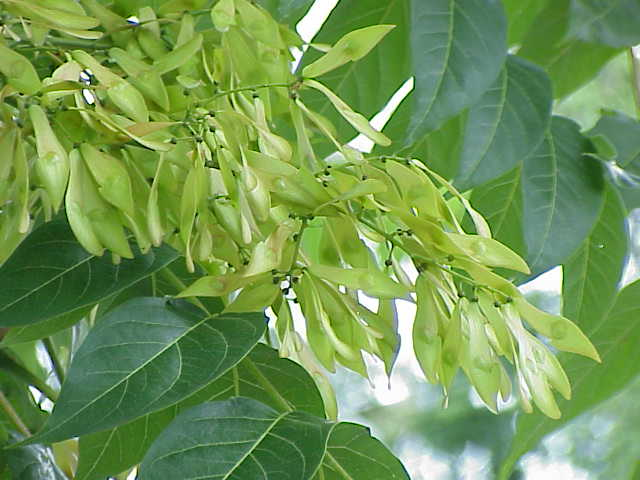
Gevleugelde vruchten
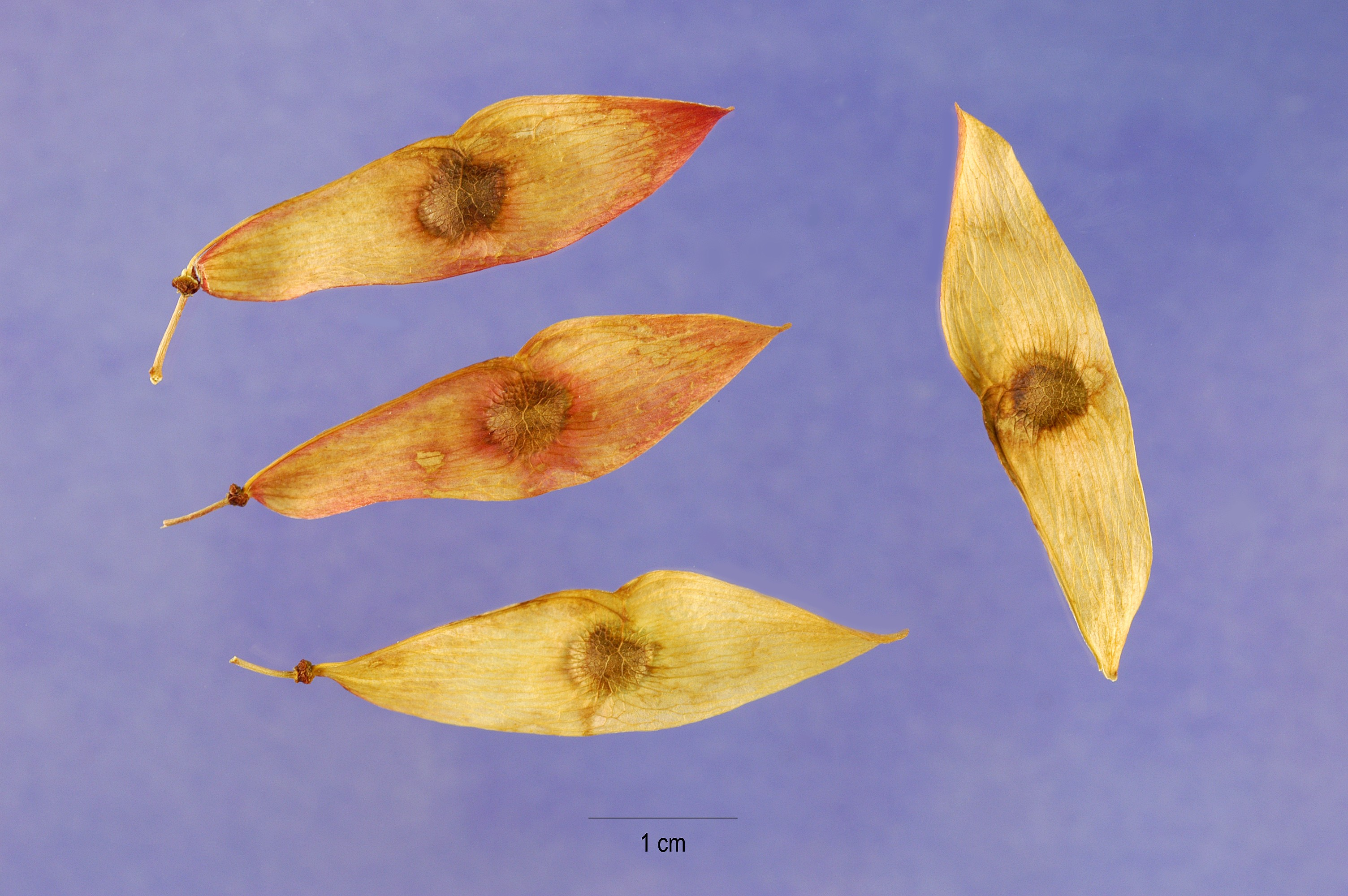
Vruchten